# Вікул Павло Федорович
Павло́ Фе́дорович Ві́кул (25 червня 1857 р., Рахни, Гайсинський район, Вінницька область — після 1920) — український православний священник, краєзнавець Поділля, історик церкви. Член Подільського історико-археологічного товариства (1892–1920). Батько хіміка Миколи Вікула. Дід балерини Оксани Вікул.

## Життєпис
Павло Вікул народився 25 червня 1857 року в селі Рахни Собові Гайсинського повіту (нині село Рахни Гайсинського району Вінницької області) в сім'ї священника.
Пройшов звичний для духовенства шлях: навчався в Приворотському духовному училищі, Подільській духовній семінарії (1881 р.), Київській духовній академії (1885 р.).  Постановою Ради КДА від 19.06.1885 р. був затверджений кандидатом богослов'я, потім згідно з рішенням цієї ж Ради від 03.07.1885 р. та затвердженим указом Св. Синоду від 18.09.1885 р. був призначений вчителем географії та арифметики у Мінгрельське духовне училище, невдовзі переведений викладачем історії у Тифліську духовну семінарію, паралельно навчав арифметики учнів Тифліського єпархіального жіночого училища, обіймав посади різних громадських духовних органів і комісій до травня 1889 р.
1889 року Вікул повернувся на Поділля та посів посаду священника в селі Чернівці Ямпільського повіту (нині селище, районний центр у Вінницькій області).
У 1892–1913 роках був протоієреєм православного кафедрального Казанської Ікони Божої Матері собору в Кам'янці-Подільському. Від 1914 року — вчитель Кам'янець-Подільського єпархіального жіночого училища. У 1893–1903 роках завідував єпархіальною бібліотекою.
Вікул детально вивчав минуле та сучасне Подільської єпархії, її народні релігійні звичаї, був автором історико-статистичних описів частини Ушицького повіту. Його матеріали друкувались у "Подільських єпархіальних відомостях", "Мандрівник", "Пастирський співбесідник", "Православна Подолія". Одна з найважливіших церковно-історичних праць Павла Федоровича присвячених біографіям подільських архієреїв XIX ст.
Упродовж 1890–1910 років передав багато книг, рукописів, пам'яток старовини Кам'янець-Подільському давньосховищу (нині Кам'янець-Подільський історичний музей-заповідник).

## Основні публікації
- Биографии Подольских архиреев правящих и викарных // Труды Подольского епархиального историко-статистического комитета. — Каменец-Подольский, 1897. — Выпуск 8.
- Прошедшее Подолии // Подольские епархиальные ведомости. — 1893. — № 1, 2.
- Освящение пещерной церкви в Бакоте // Подольские епархиальные ведомости. — 1893. — № 38.
- Высокопреосвященный Модест, архиепископ Волынский и Житомирский // Подольские епархиальные ведомости. — 1902. — № 16—17.
- Братские свечи: Исторический очерк // Подольские епархиальные ведомости. — 1904. — № 22—23.